# Tore Edman
Tore Edman   (Arvika, 25 de juliol de 1904 - 16 de juny de 1995) fou un saltador amb esquís suec que va competir durant la dècada de 1920. Durant la seva carrera esportiva guanyà una medalla d'or en la competició de salt d'esquí del Campionat del món d'esquí nòrdic de 1927.